# Andrés Tornos y Alonso
Andrés Tornos y Alonso (Madrid, 30 de setembre de 1854-ibídem, 28 de novembre de 1926) va ser un jurista espanyol que va ocupar la presidència del Tribunal Suprem entre 1924 i 1926.

## Biografia
Després d'exercir com a jutge i magistrat es va convertir en membre del Tribunal Suprem arribant a president de sala. El 2 d'agost de 1924 va ser nomenat president de l'òrgan esmentat, càrrec que va ocupar fins a la seva defunció.
També va presidir la secció de la Comissió General de Codificació, el Consell Judicial i l'Associació Mutuobenèfica de les carreres judicial i fiscal.
Va ser cavaller gran creu de l'Orde de Carles III i cavaller gran creu de l'Ordre d'Isabel la Catòlica.